# Andásy József Lajos
Andásy József Lajos (Királyfalva, 1751. június 13. – 1832 után) költő.

## Élete
Pozsony vármegyében voltak birtokai. Amatőr költő volt, költeményeit kizárólag latinul írta.

## Munkái
- Isitirion Francisco secundo imp. semper augusto… Posonii, 1804.
- Protrepticon ad nobilem hungaram gentem. Uo. 1805.
- Elegia in munificentiam princ Ant. Grassalkovich. Uo. 1805.
- Ode ad redivivam valetudinem… princ. Alberti. Uo. 1805.
- Eucharisticon in pacem Posonii VII. calendas Januarii 1806. Uo.
- Eucharisticon Francisco I. haer. Austriae imperatori. Uo. 1807.
- Carmen Carolo Ambrosio eccl. Strigoniensis archi-episcopo pro inauguratione in supremum comitem Uo. 1808.
- Threnus in cineres Matthiae Mészáros de Nagy-Lucsé. Uo. 1808.
- Epipompethicon Augustae Mariae Ludovicae sacra regni Hung. corona Posonii VI. idus sept. 1808. inauguratae reginae. Uo. 1808.
- Isitirion felici adventui et domicilio Posonii instaurato… archiducis Austriae domini Caroli Ambrosii… Uo. 1808.
- Isitirion in celsiss. princ. Ant. Grassalkovich… Uo. 1808.
- Threnus in cineres divi Caroli Ambrosii, archi-episcopi Strigoniensis. Uo. 1809.
- Carmen in aerarii reparandi studium excell. ac ill. dni Jos. e com. Wallis. Uo. 1812.
- Elegia. Implacabili moerore ill. viri Franc. Jezerniczky. Uo. 1813.
- Hymenaeon felici aug. conjugio… palatini Josephi… et princ. Herminae… Uo. 1815.
- Ode. Redivivam in valetudinem… Joann. e com. Zichy… Uo. 1817.
- Carmen… dni Franc. Xav. Visner. Uo. 1817.
- Carmen principi Alex. Rudnay eccl. Strigon. archi-episcopo. Uo. 1820.
- Lessus illustr. dni Georgii Majláth. Uo. 1821.
- Carmen excell. ac ill. dni Leopoldo e com. Pálffy ab Erdőd. Uo. 1822.
- Threnus piis manibus Elis. com. Berényi. Uo. 1823.
- Carmen adsertae propitiis Diis ovante imperio auspicatae populis valetudini augusti Francisci I. Austr. imp. Uo. 1826.
- Carmen illustri viro Maximil. Verhovácz Zagrabiensi. Uo. 1826.
- Threnus piis manibus… Cathar. Lacsny… Uo. 1828.
- Carmen Emin. ac cels. S. R. E. card. principi Alex. Rudnay… Uo. 1829.
- Carmen. In LXII: natalem augusti Francisci… Uo. 1830.
- Carmen augusti Ferdinandi V. Hungariae regis. Uo. 1830.
- Carmen. Onomasi ill. viro Nicolao Lacsny… Uo. 1832.
- Carmen In solennem orphanotrophii urbis Posoniensis. Uo. 1832.
- Carmen. Glorioso onomastico Alexandri Alágovich. Uo. 1833.
- Lessus in urnam Friderici Schiller (Hely és év n.)

Írt ezeken kívül még több alkalmi latin verset, melyek az „Ephemerides Posonienses" című hírlapban jelentek meg.